# Dueré
Dueré é um município brasileiro do estado do Tocantins. Localiza-se a uma latitude 11º20'38" sul e a uma longitude 49º16'14" oeste, estando a uma altitude de 235 metros. Sua população estimada em 2004 era de 4.649 habitantes.
Possui uma área de 3465,8 km².